# 富西尼亚诺
富西尼亚诺（義大利語：Fusignano）是意大利艾米利亚-罗马涅大区拉韦纳省的一个镇，面积24平方公里，2004年人口7,919人。